# Максат (Лейлекский район)
Максат — село в Киргизии, на киргизско-таджикской границе. Административно относится к Кулундинскому айылному аймаку (Кулунду айылдык аймагы, центр — Кулунду) в Лейлекском районе Баткенской области.
Место конфликта на киргизско-таджикской границе в 2021 году из-за территорий и водных ресурсов. По сообщению УВД Баткенской области в ночь с 29 на 30 апреля в селах Арка и Максат велась интенсивная перестрелка между киргизскими и таджикскими пограничниками. В селе Максат были сожжены дома киргизов. Местные жители эвакуированы в села Маргун, Дархун и Даргас. По сведениям МЧС Киргизии, в селе Максат пострадало 11 жилых домов. Также сожжена школа.
Село основано в 1994 году. В том же году построена школа на 235 учеников. В селе проживает более 150 семей.